# Zuleyka Silver

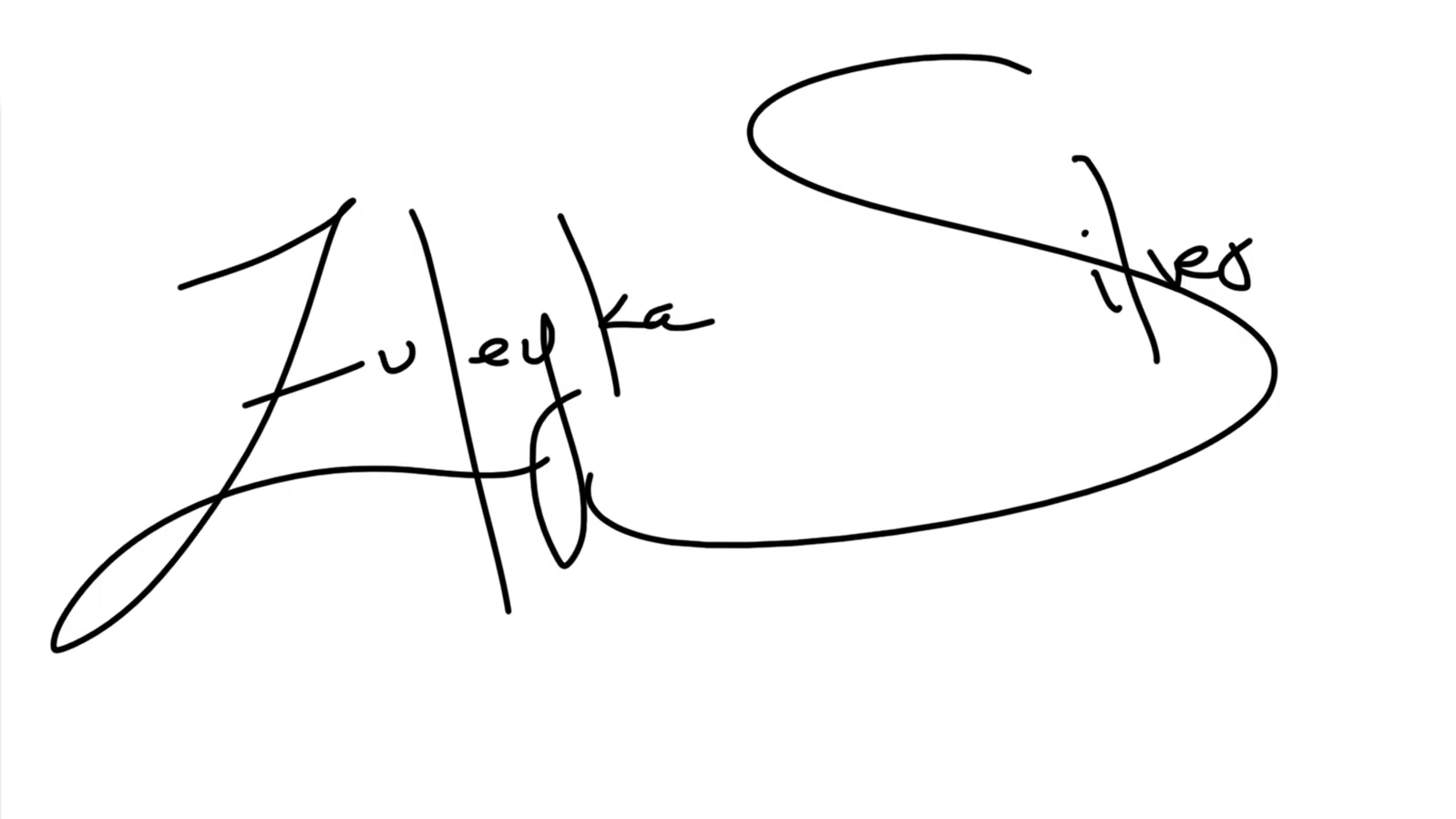
Unterschrift von Zuleyka Silver

Zuleyka Silver (* 2. August 1991 in Tijuana) ist eine mexikanische Schauspielerin und ein Model. Einem breiten nationalen Publikum wurde sie durch ihre Rolle in der Fernsehserie Schatten der Leidenschaft bekannt.

## Leben
Silver wurde am 2. August 1991 in Tijuana geboren. Sie wirkte ab 2009 in dem Format Model Latina mit. 2010 hatte sie eine Mitwirkung in Latino 101 und 2014 in Noches con Platanito. Sie wurde siebte in der Sendung Nuestra Belleza Latina. Ihr Schauspieldebüt gab sie 2010 in einer Episode der Fernsehserie 90210. Im selben Jahr gab sie im Fernsehfilm The Strip ihr Spielfilmdebüt. Es folgten Episodenrollen in den Fernsehserien Big Time Rush, Touch, CSI: Vegas und Reich und Schön. 2014 stellte sie in drei Episoden der Fernsehserie The Mentalist die Rolle der Daniela Welker dar. Seit 2022 stellt sie in der Fernsehserie Schatten der Leidenschaft die Rolle der Audra Charles dar. Bisher wirkte sie in über 250 Episoden mit.

## Filmografie (Auswahl)
- 2010: 90210 (Fernsehserie, Episode 3x09)
- 2010: The Strip (Fernsehfilm)
- 2011: The Garden (Kurzfilm)
- 2011: Big Time Rush (Fernsehserie, Episode 2x23)
- 2011: In Time – Deine Zeit läuft ab (In Time)
- 2012: Blue-Eyed Butcher (Fernsehfilm)
- 2012: Touch (Fernsehserie, Episode 1x05)
- 2012: CSI: Vegas (CSI: Crime Scene Investigation, Fernsehserie, Episode 13x03)
- 2012: Up or Down? (Kurzfilm)
- 2013: Reich und Schön (The Bold and the Beautiful, Fernsehserie, Episode 1x6558)
- 2013: Cavemen
- 2014: The Mentalist (Fernsehserie, 3 Episoden)
- 2014: Girlhouse – Töte, was du nicht kriegen kannst (Girl House)
- 2015: Gerardo Ortiz: Como Un Sueno
- 2015; 2022: Jimmy Kimmel Live! (Fernsehserie, 9 Episoden, verschiedene Rollen)
- 2016: Code Black (Fernsehserie, Episode 1x13)
- 2016: Hawaii Five-0 (Fernsehserie, Episode 6x20)
- 2016: Real Husbands of Hollywood (Fernsehserie, Episode 5x04)
- 2016: Barrio Tales 2
- 2017: Fortune’s 500
- 2018–2019: Young Sheldon (Fernsehserie, 2 Episoden)
- 2019: Too Old to Die Young (Miniserie, Episode 1x09)
- 2021: 9-1-1 (Fernsehserie, Episode 4x13)
- 2021: Estilo Americano (Kurzfilm)
- 2022: The Late Late Show with James Corden (Fernsehserie, Episode 8x72)
- seit 2022: Schatten der Leidenschaft (The Young and the Restless, Fernsehserie)
- 2023: Freeridge (Fernsehserie, Episode 1x04)